# Свободный Израиль
Свободный Израиль (ивр. ישראל חופשית‎ — «Исраэль хофшит») — израильская некоммерческая организация (общественное движение, созданное активистами партии Мерец), борющаяся за права светского населения в Израиле: общественный транспорт по субботам, гражданские браки и другие демократическое ценности.
Движение создано в 2009 году.
«Свободный Израиль» декларирует своей задачей соблюдение гражданских прав разных общественных групп, а также борьбу за введение института гражданских браков в Израиле, ежегодно проводит церемонии по заключению брачных союзов.